# Haderup Omfartsvej
Haderup Omfartsvej er en omfartsvej vest om Haderup. Vejen er 7,5 km lang og hvor af 5,5 km er 2+1 sporet motortrafikvej og en del af primærrute 34.
Omfartsvejen starter i Herningvej syd for Haderup, den forsætter derefter tæt forbi Nordre Feldborg Plantage, og forsætter derefter vest om Haderup. Den passerer primærrute 16 (Viborgvej), der går imellem Viborg og Holstebro. Motortrafikvejen ender i Herningvej nord for Haderup.  
Vejdirektoratet blev i februar 2012 færdig med en forundersøgelse om en mulig opgradering af primærrute 34 mellem Herning og Skive til en motortrafikvej eller en tosporet landevej, i forundersøgelsen forslog Vejdirektoratet tre linjeføringer.
1. Motortrafikvej (2 sporet) vest om Haderup.
2. Landevej (2 sporet) vest om Haderup (mere bynær)
3. Landevej (2 sporet) trafikken føres stadig igennem Haderup, nord for byen kobles vejen direkte på Herningvej mod Skive.

Den 24. juni 2014 blev regeringen og oppositionen enige om en grøn trafikaftale, i aftalen blev partierne enig om at afsætte ca. 250 millioner DKK til en omfartsvej ved Haderup. Når VVM-redegørelse er færdig senere i 2014, vil forligspartierne beslutte hvad for en linjeføring der skal vedtages.  
Den 26. august 2016 blev regeringen og oppositionen enige om en ny trafikaftale, i aftalen blev partierne enig om at tilfører ca. 41,5 millioner til de allerede eksisterende 245,5 millioner som der var afsat i trafikaftalen fra 2014, som skulle bruges til en ny omfartsvej ved Haderup. Vejen bliver en 2+1 sporet motortrafikvej med en tilladt hastighed på 100 km/t, og forvendes færdig i efteråret 2020.
Vejen åbnede for trafik den 2. oktober 2020.